# Round Island, Mauritius

Den stora ön är Mauritius, Round Island är den större av de två nordöstligaste småöarna.

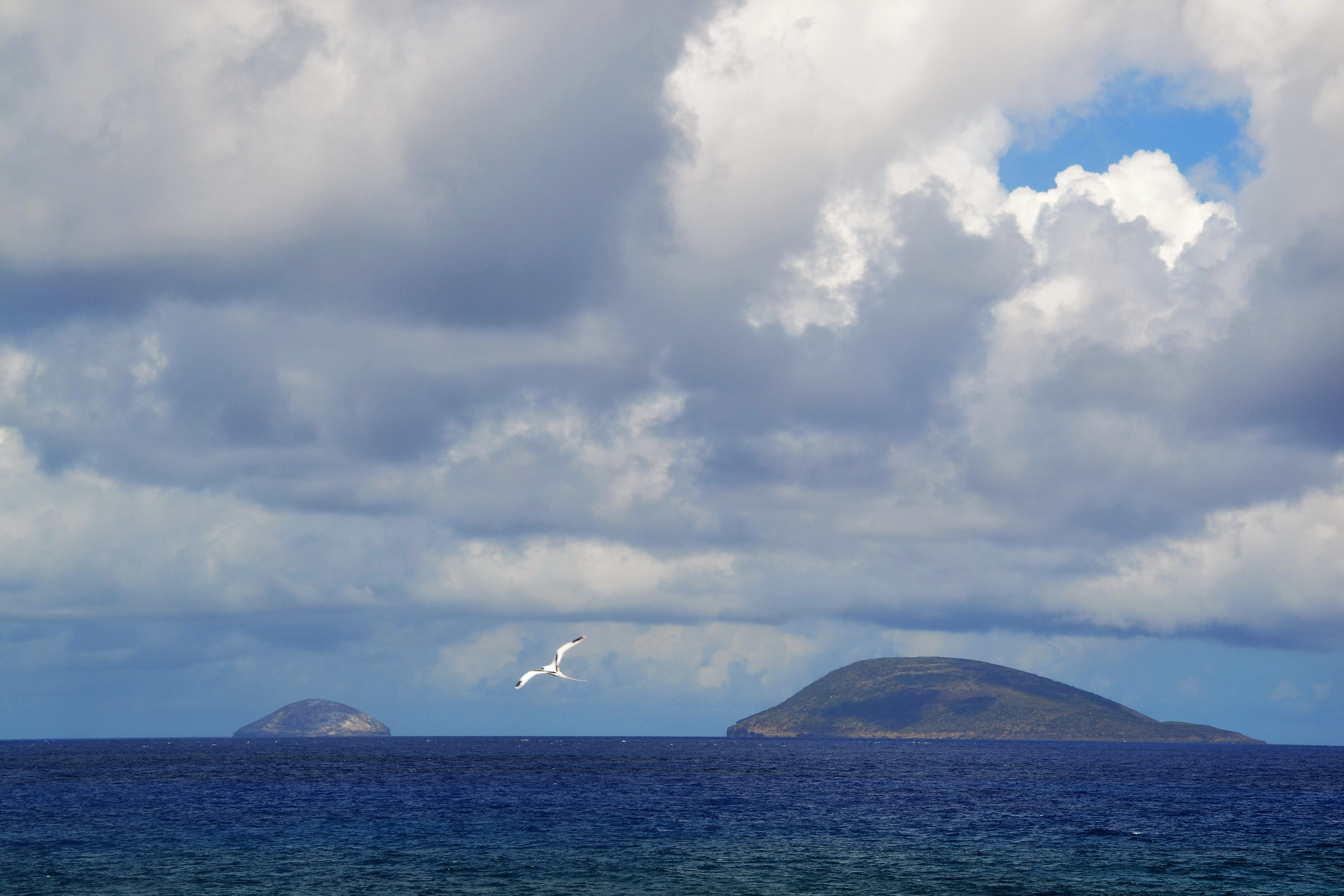
Round Island (till höger) med den mindre Serpent Island i bakgrunden (till vänster).

Round Island (franska: Île Ronde) är en ö i västra Indiska oceanen, belägen 22,5 kilometer norr om Mauritius. Till ytan omfattar ön 214 hektar och öns högsta punkt är 280 meter över havet. Ön är speciellt uppmärksammad för att dess fauna omfattar flera endemiska arter, bland annat den hotade ledkäksboan. På ön finns också hotade ödlor som Leiolopisma telfairii, en art i familjen skinkar, och geckoödlan Phelsuma guentheri. 1957 blev ön avsatt som naturreservat. 
Ön är klippig och stenig och bergarten är basalt. Den har ett vulkaniskt ursprung och tros ha bildats för 25 000 till 100 000 år sedan. Förhållandet med avseende på väder och klimat är varmt men blåsigt. Den torraste perioden är september till november och den fuktigaste perioden är december till mars. 
Under den fuktiga perioden kan tropiska cykloner drabba ön. Under sommaren kan temperaturen på öppna platser uppgå till 50 grader. Temperaturen under höst- och vintermånaderna är vanligen är omkring 22 till 30 grader. 
Förutom ormar och ödlor har Round Island även ett noterbart fågelliv och ön hyser också flera för Mauritius endemiska och hotade växter.